# 椿山荘

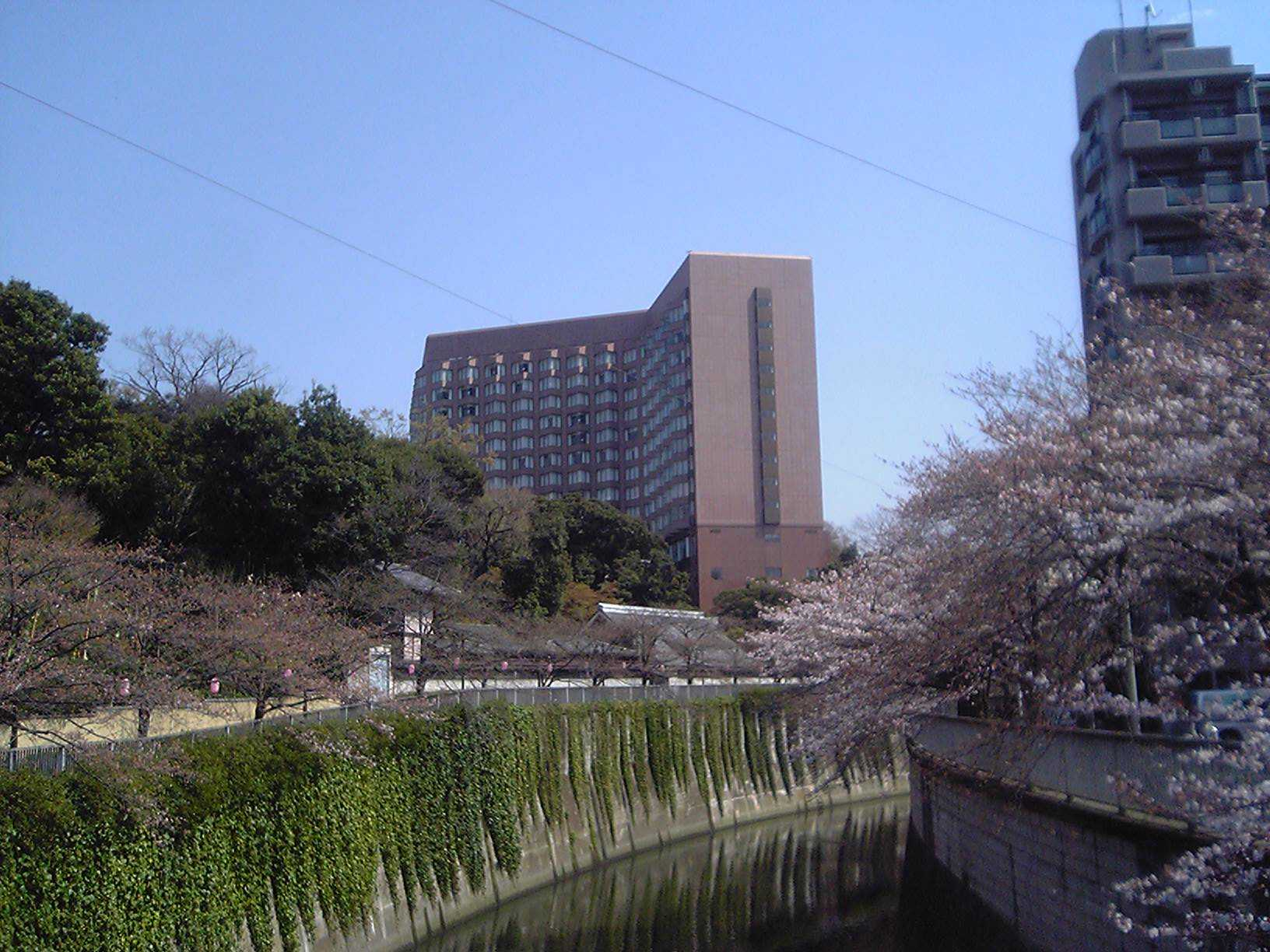
椿山荘（神田川から臨む）

椿山荘（ちんざんそう）は、東京都文京区関口二丁目の小高い丘にある庭園。敷地内には大規模な宴会・コンベンション施設を持つホテル椿山荘東京を併設している。

## 沿革

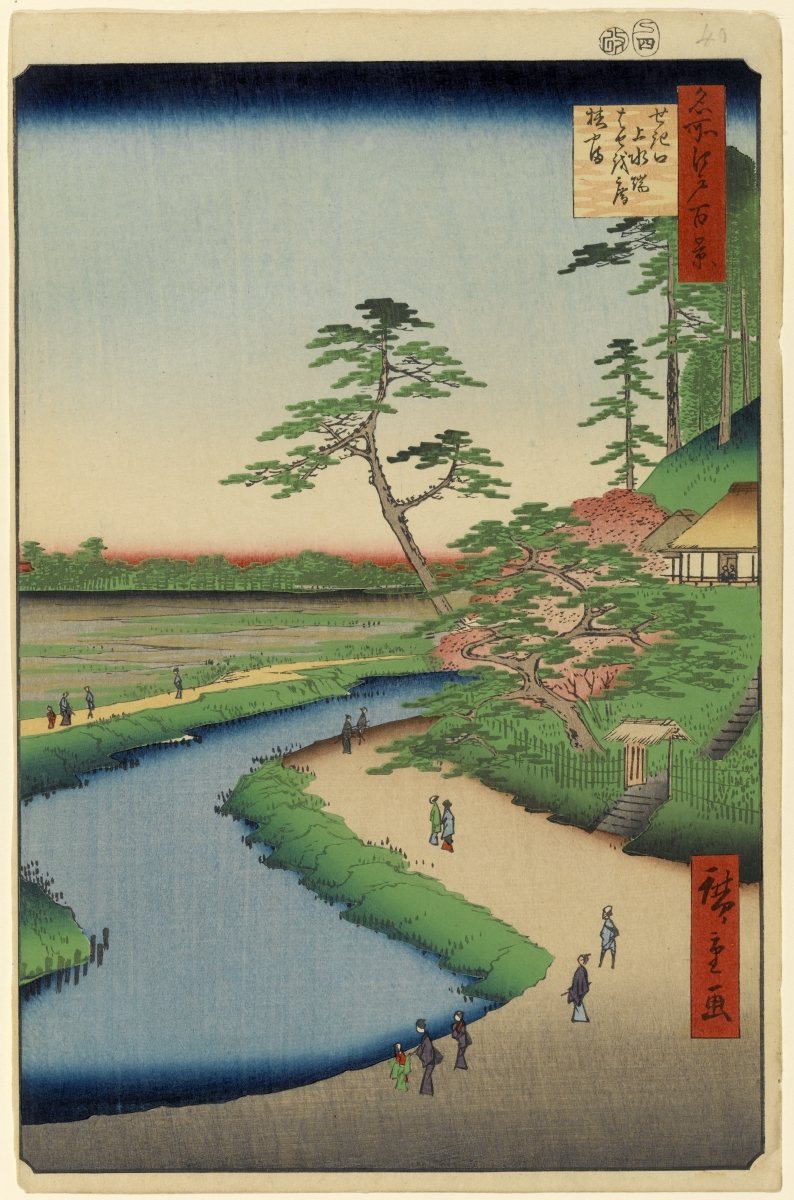
歌川広重「名所江戸百景」に描かれた椿山荘の庵

武蔵野台地の東縁部にあたる関口台地に位置し神田川に面したこの地は、南北朝時代から椿が自生する景勝地だったため「つばきやま」と呼ばれ、江戸時代には久留里藩黒田家の下屋敷があった。
明治維新を経て西南戦争の功により、元勲の山縣有朋は年金740円を与えられ、それを元手に1878年（明治11年）旧屋敷を購入。「椿山荘」と命名して趣味である作庭を行った。1918年（大正7年）には大阪を本拠とする藤田財閥の二代目当主藤田平太郎男爵がこれを譲り受け、東京での別邸とした。
1948年（昭和23年）に藤田興業（現：DOWAホールディングス）の所有地となり、その後1万余の樹木が移植され、1952年（昭和27年）から宴会場・結婚式場の営業を開始。1955年（昭和30年）に藤田興業の観光部門が分離して、小川栄一が初代社長となり藤田観光が発足すると椿山荘の運営は移管された。
70年代に入ると藤田観光では、椿山荘内にも宿泊施設が早晩必要であるという考えから、1978年（昭和53年）に敷地内の再開発計画に着手。1983年（昭和58年）に宴会棟を完成させ、フォーシーズンズ・ホテルズ&リゾーツとの提携を下に、1992年（平成4年）1月16日、ラグジュアリーカテゴリーの旗艦ホテルである「フォーシーズンズホテル椿山荘東京（FSH椿山荘)」を開業した。しかし、開業から20年が経過し国内に置いて数多くの外資系リゾートホテルが台頭し、顧客のニーズが多様化していることを踏まえ、藤田観光は2012年（平成24年）12月31日を以って、フォーシーズンズとの業務提携契約を終了。翌2013年（平成25年）1月1日、FSH椿山荘をホテル椿山荘東京にリブランドし、総合宴会施設である椿山荘もホテルと一体運営化した。

### 三重塔

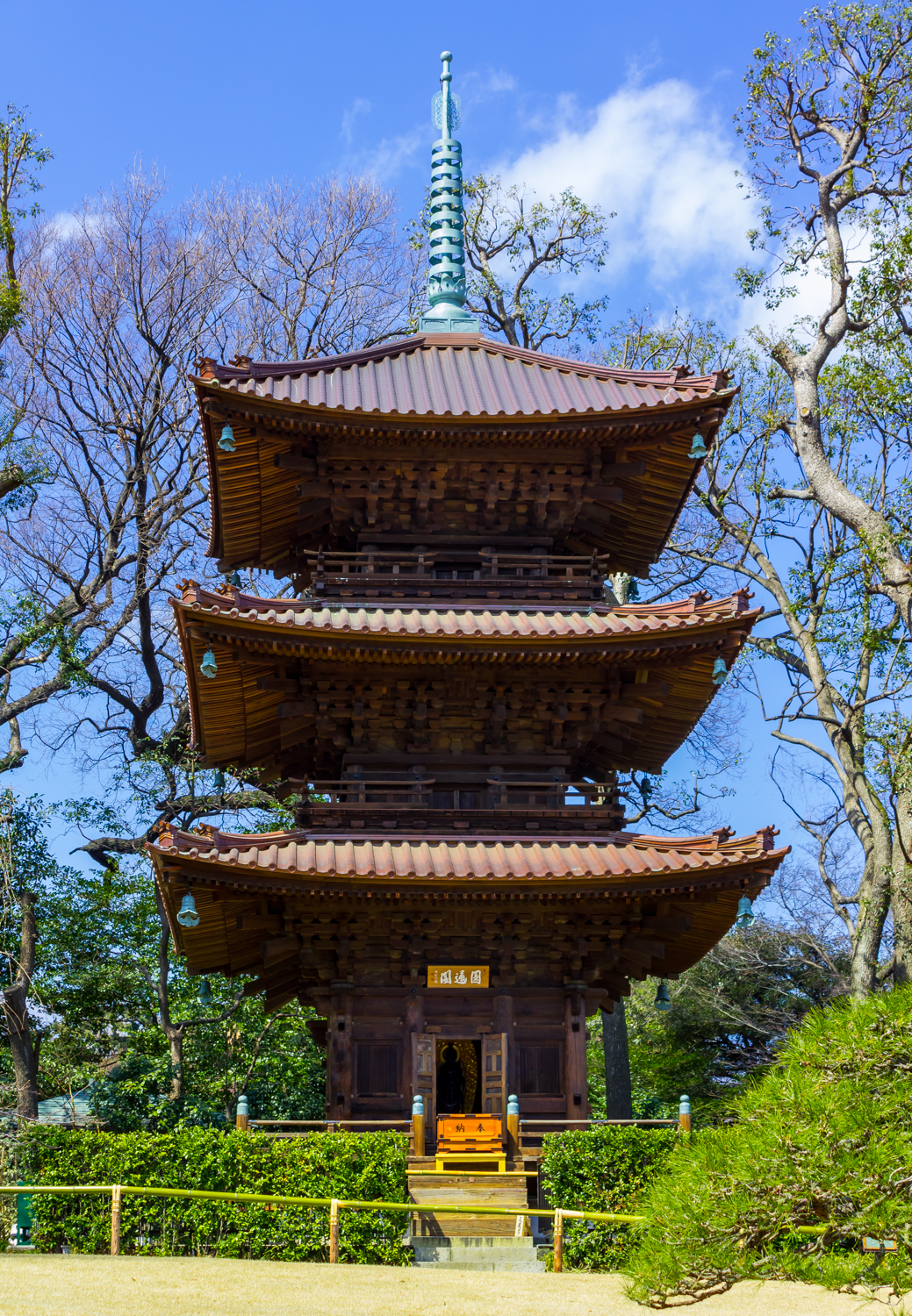
椿山荘の三重塔（登録有形文化財）

庭園は一般公開されており、椿や桜など植物、史跡等を鑑賞できる。庭園の頂上に建つ三重塔は、元々広島県賀茂郡入野（現東広島市）の竹林寺にあった塔で、創建時期は明らかではないが、平安前期に小野篁が創建し平清盛が第1回の修復を執り行ったという言い伝えがある。大正時代に強風にあって三層目が大破してしまったものを藤田平太郎が譲り受け、1925年（大正14年）に椿山荘に移築し、三層目を復元した。太平洋戦争末期、1945年（昭和20年）5月25日の空襲で発生した早稲田の火災の際も、木立に囲まれた環境もあり奇跡的にも三重塔と御神木は焼失を免れ、2003年（平成15年）国の登録有形文化財に登録された。
塔の建立年代は繰形の特徴などから室町時代末期のものと推定されていたが、2010年（平成22年）から翌年にかけて行われた竹中工務店による耐震補強・改修工事の際、年輪年代調査も併せて実施され、その結果、1420年頃（室町時代前期）の部材が使われていることが判明した。

## 交通
- 最寄り駅は、東京メトロ有楽町線 護国寺駅・江戸川橋駅もしくはJR山手線目白駅。
- 都営バス
  - 白61系統 練馬車庫 - 目白駅 - 江戸川橋 - 牛込柳町駅 - 曙橋 - 新宿駅西口 （ホテル椿山荘東京前 下車）
  - 白61系統 目白駅（川村学園） - ホテル椿山荘東京 （ホテル椿山荘東京 下車）
- 国際興業バス
  - 無料シャトルバス 池袋駅西口 - ホテル椿山荘東京 （ホテル椿山荘東京前 下車）・・・土日祝日及び繁忙日のみ運行
- 文京区コミュニティバス「Bーぐる」
  - 目白台・小日向ルート：護国寺駅・茗荷谷駅方面 文京シビックセンター行 （ホテル椿山荘東京前 下車）
- ホテル椿山荘東京と成田空港および羽田空港との間にリムジンバスの運行がある。

## ギャラリー

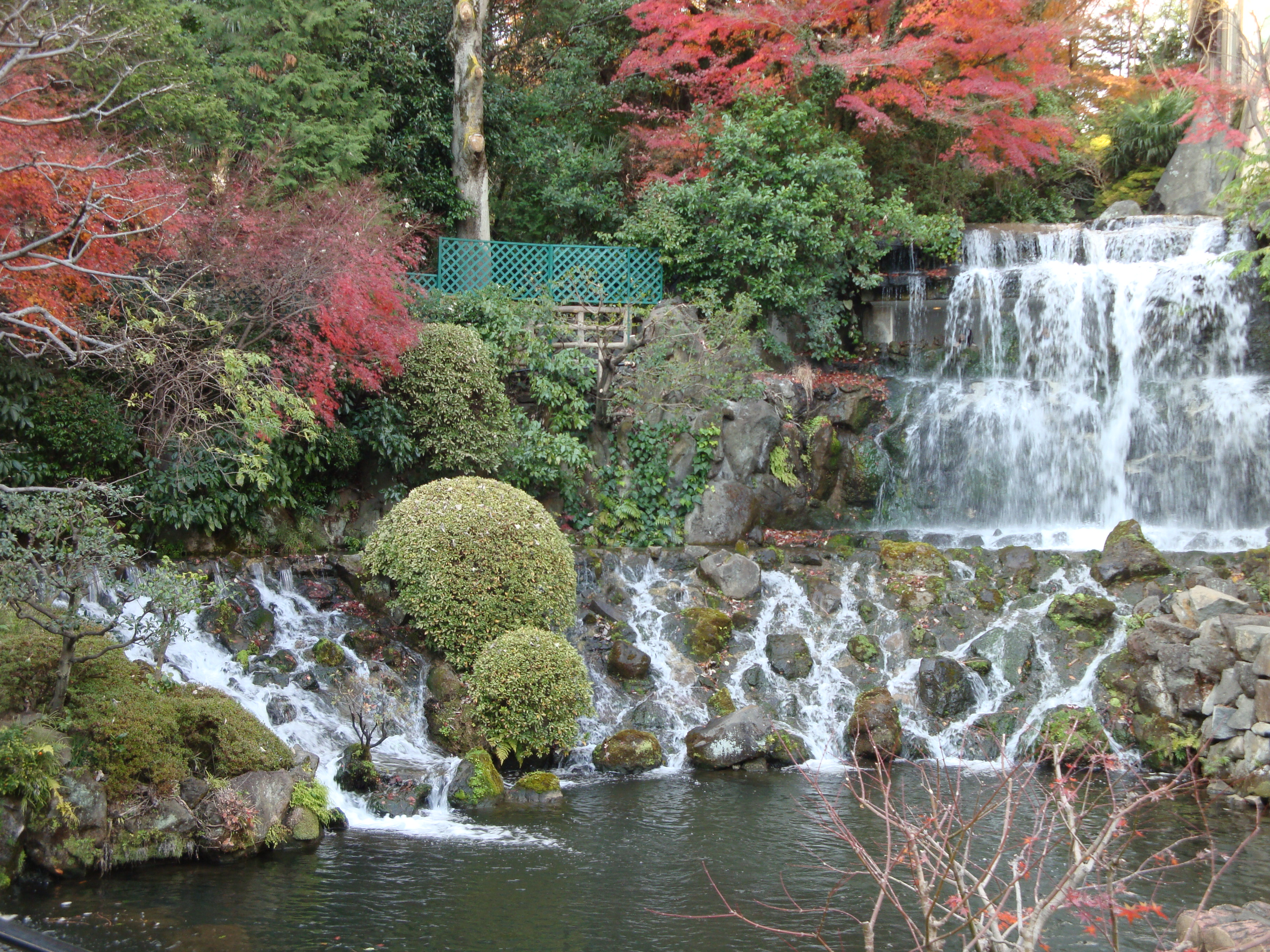
滝
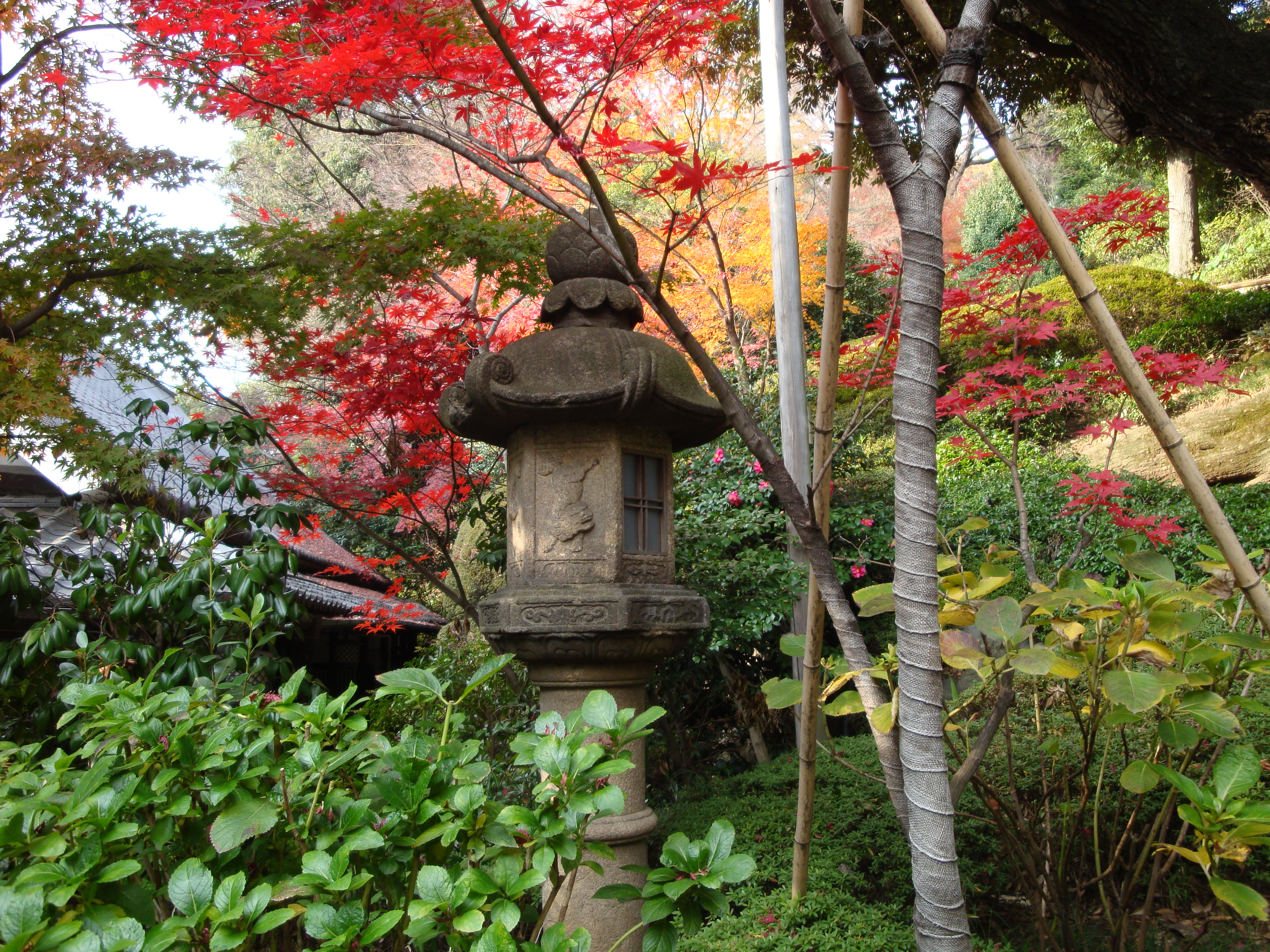
石灯籠
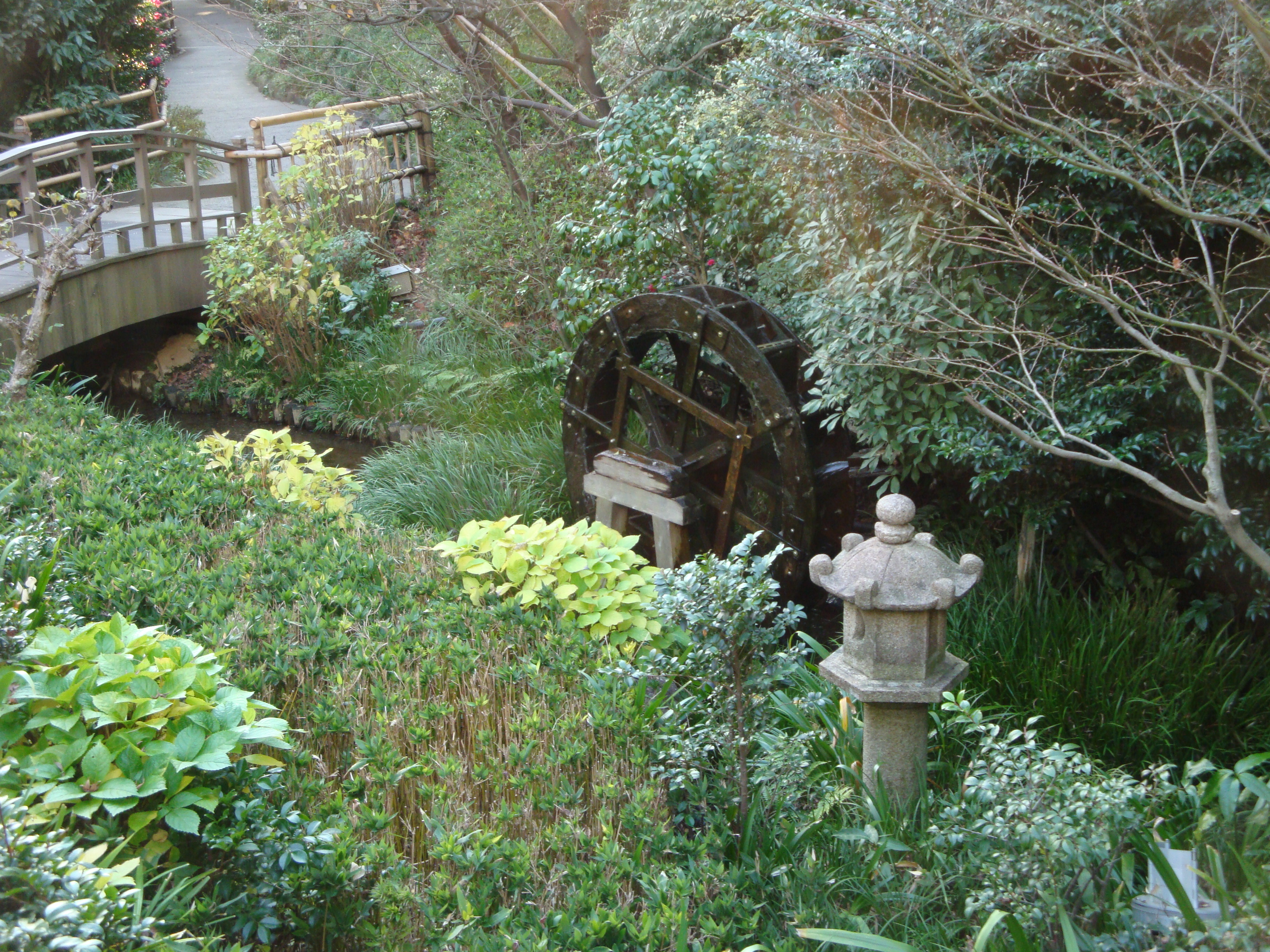
水車
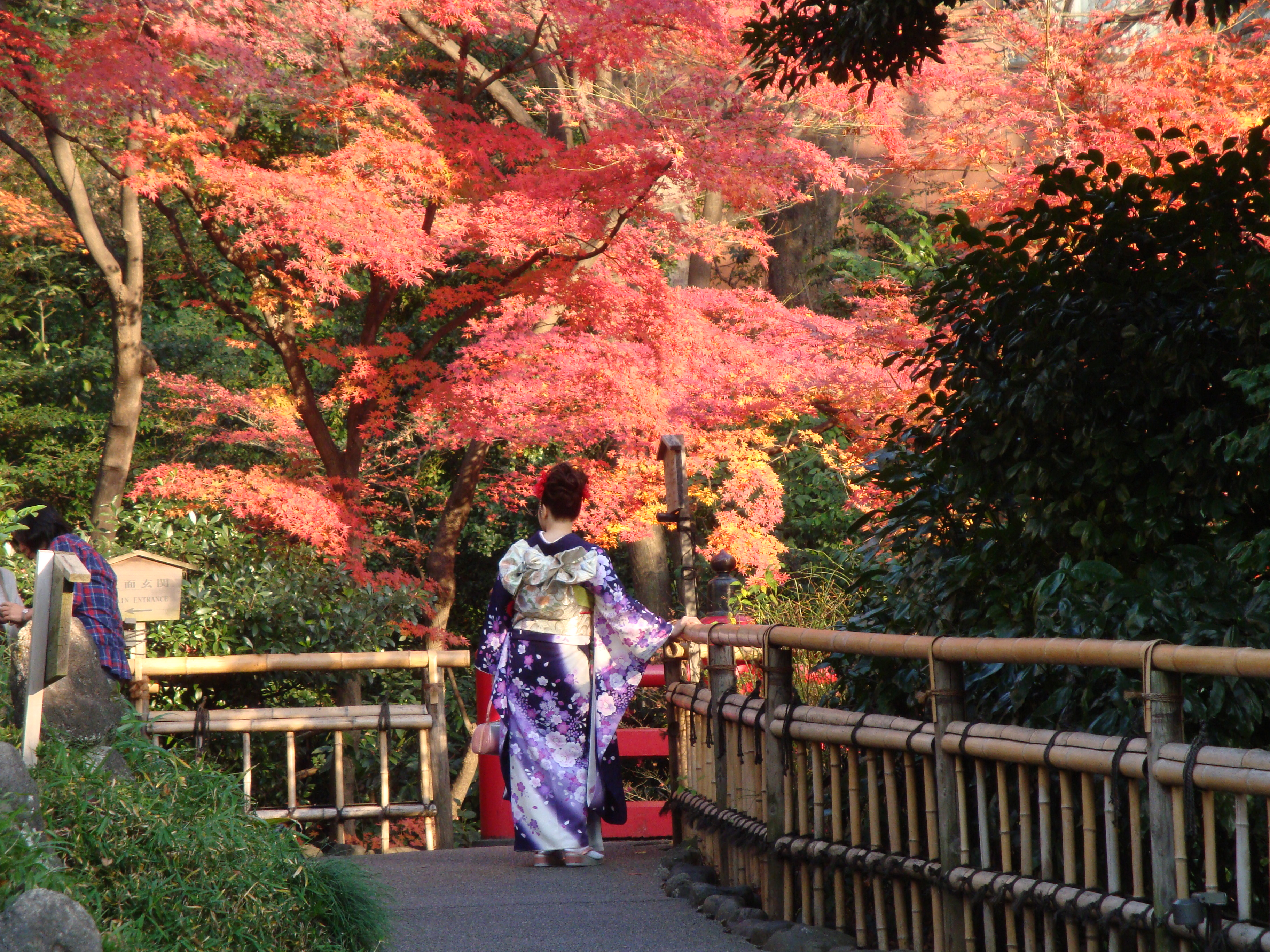
橋
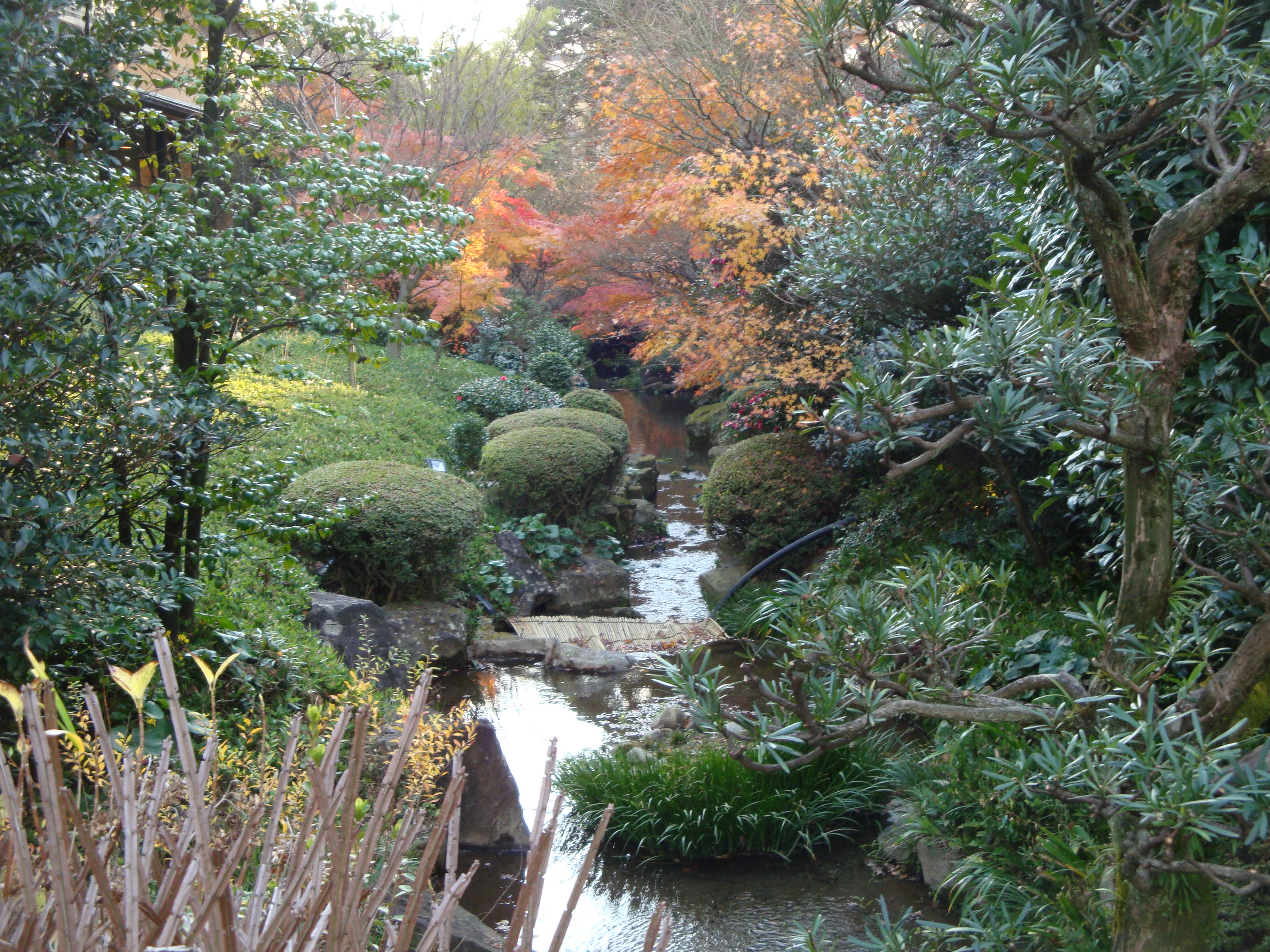
ほたる沢

座標: 北緯35度42分44秒 東経139度43分34秒 / 北緯35.71222度 東経139.72611度